# Banana split

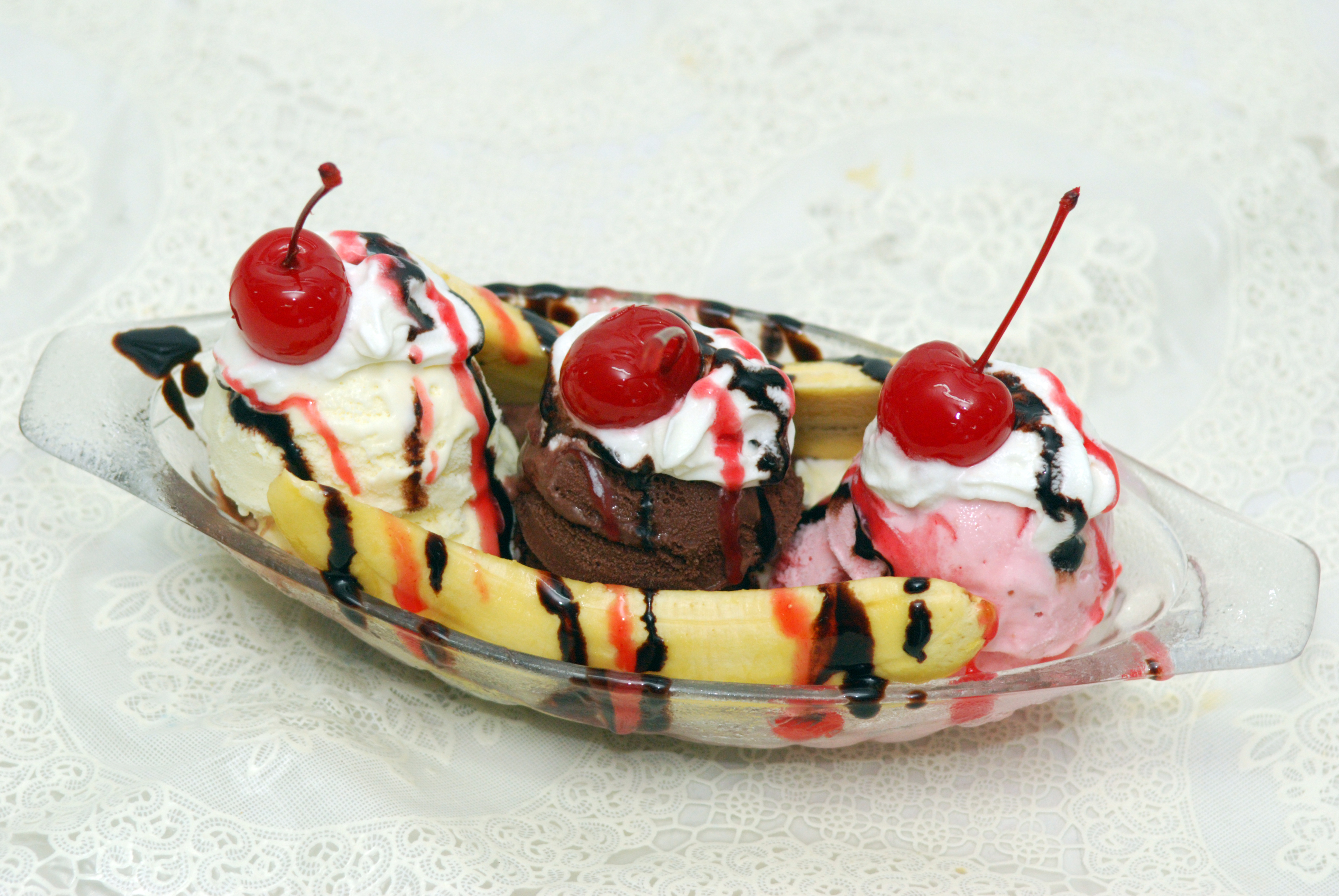
Traditionele banana split.

Banana split (letterlijk: gespleten banaan) is een Amerikaans ijsgerecht dat meestal als nagerecht wordt gegeten.

## Bereiding
Men hoort het op klassieke wijze te serveren in een lange schaal, die de "boot" wordt genoemd. Een banaan wordt in de lengte doormidden gesneden en in de schaal gelegd. Hoewel er veel variaties bestaan, bestaat een traditionele banana split uit bollen vanille-, chocolade- en aardbeienroomijs die in een rij tussen de twee bananenhelften worden gedrapeerd. Vervolgens lepelt men ananassaus over het vanille-ijs, chocoladesaus over het chocolade-ijs en aardbeiensaus over het aardbeienijs. De banana split wordt gegarneerd met gehakte nootjes, slagroom en maraschinokersen.

### Bereiding elders in de wereld
In Zuid-Amerika kunnen sommige ijssmaken worden vervangen door dulce de leche. In Australië bevat een banana split vaak geen ijs, maar wordt het bereid met citroensap, poedersuiker en gekleurde hagelslag; het staat bekend als "hundreds and thousands" (honderden en duizenden).

### Bereiding in Nederland
In Nederland wordt een banana split meestal anders bereid. Men laat de sausen, met uitzondering van de chocoladesaus, weg en gebruikt alleen vanilleroomijs. De bananen en het ijs worden in een schaal of coupe gedaan en vervolgens overgoten met chocoladesaus en gegarneerd met slagroom en soms ook nootjes. Er bestaan echter variaties en ook hierop zijn uitzonderingen bekend.